# Grito (som)
O grito é geralmente uma ação instintiva ou reflexa, com um forte aspecto emocional, como medo, dor, aborrecimento, surpresa, alegria, excitação, raiva, entre outros.

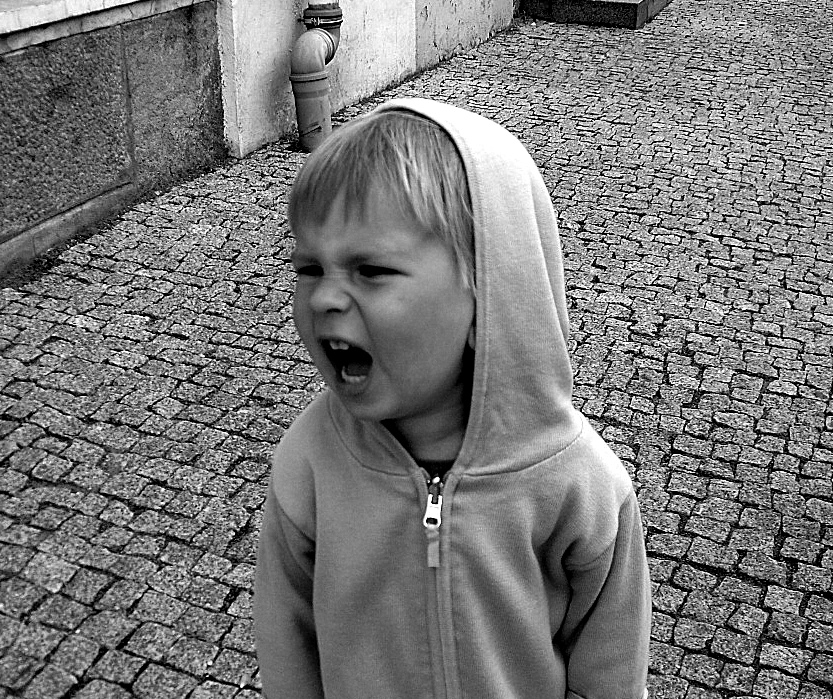
Um menino gritando de raiva, pelo seu semblante

Um grito é uma vocalização alta e/ou forte em que o ar é passado pelas cordas vocais com mais força do que a usada em uma vocalização normal ou a curta distância. Isso pode ser feito por qualquer criatura que possua pulmões, inclusive humanos.

## Topônimos
Existe um grande número de palavras para descrever o ato de fazer vocalizações altas, seja intencionalmente ou em resposta a estímulos, e com nuances específicas. Por exemplo, um guia de sinônimos do início do século XX coloca variações sob o título de "call" e inclui outros sinônimos, cada um com suas próprias implicações. De acordo com o livro de Champlin:
Chamar é emitir a voz a fim de atrair a atenção de outra pessoa, seja por meio de palavras ou de uma expressão inarticulada. Os animais chamam seus companheiros ou seus filhotes; um homem chama seu cachorro, seu cavalo etc. O sentido é estendido para incluir convocações por meio de campainha ou qualquer sinal. Gritar é chamar ou exclamar com o volume máximo da voz sustentada; gritar é emitir um grito mais agudo; berrar ou berrar refere-se ao que é mais alto e mais selvagem ainda. Gritamos palavras; quando gritamos, berramos ou berramos, geralmente não há tentativa de articulação. Berrar é emitir gritos ruidosos e sem sentido, como os de uma criança com dor ou raiva. Bellow (berro) e roar (rugir) são aplicados às expressões de animais, e apenas com desprezo às de pessoas. Clamor é proferir com iteração ruidosa; aplica-se também aos gritos confusos de uma multidão. Vociferar é comumente aplicado à fala alta e excitada em que há pouco além do esforço da voz. Ao exclamar, a pronúncia pode não ser notavelmente, embora um pouco, acima do tom e do tom comuns; podemos exclamar por meio de meras interjeições ou de palavras conectadas, mas sempre por meio de alguma pronúncia articulada. Ejacular é emitir declarações breves, desconectadas, mas coerentes, de alegria, pesar e, especialmente, de apelo, petição e oração; o uso de tais declarações devocionais recebeu o nome especial de "oração ejaculatória". Gritar é emitir uma expressão mais alta e mais excitada do que exclamar ou chamar; muitas vezes se exclama com alegria repentina como bem como tristeza; se ele chora, geralmente é de tristeza ou agonia. No uso coloquial mais comum, gritar é expressar tristeza ou dor por meio de choro ou soluço. Uma pessoa pode exclamar, gritar ou ejacular sem pensar na presença de outras pessoas; quando ela chama, é para atrair a atenção de outra pessoa.
Outra fonte propõe implicações diferentes para alguns desses termos, afirmando que "a chamada é normalmente dirigida a uma pessoa específica... e o grito é projetado para um alvo distante, mas identificável, enquanto o grito é emitido para quem quer que esteja ao alcance dos ouvidos". Essa fonte observa separadamente que um grito "pode ser raivoso ou alegre; pode ser direcionado a uma pessoa ou a muitas; e, às vezes, seu objetivo pode ser meramente a satisfação de se soltar ou de ouvir um eco".

## Como fenômeno

### Na psicologia
Na psicologia, o grito é um tema importante nas teorias de Arthur Janov. Em seu livro The Primal Scream, Janov afirma que a cura para a neurose é confrontar o paciente com sua dor reprimida resultante de um trauma vivenciado. Esse confronto dá origem a um grito. Janov acredita que não é necessário que isso cure o paciente de seu trauma. O grito é apenas uma forma de expressão da dor primordial, que vem da infância, e o reviver dessa dor e sua expressão. Isso finalmente aparece por meio do grito e pode curar o paciente de sua neurose.
Janov descreve o grito primordial como muito característico e inconfundível. É um "som estranhamente baixo, estridente e involuntário. [...] Algumas pessoas estão gemendo, gemendo e estão se enrolando. [...] A pessoa grita como resultado de todas as outras vezes em que teve de ficar quieta, foi ridicularizada, humilhada ou espancada". Janov também diz que o grito primordial tem uma série de reações; "os pacientes que não conseguiam nem dizer "piep" em casa, de repente se sentem poderosos. O grito parece ser uma experiência libertadora". Janov notou isso em todos os seus pacientes. As mulheres que parecem ter vozes de bebê durante a terapia estão desenvolvendo, com seu grito primal, uma voz muito baixa.

### Terapia
Em um artigo da BBC, foram consultadas a professora indiana Pragya Agarwal e a médica britânica Rebecca Semmens-Wheeler que compartilharam os bons e maus lados de gritar.
Do lado positivo, o grito é considerado como uma forma de teparia por ajudar a liberar e expressar expressões suprimidas, de aumentar sua força interior e indentificar-se com outros seres que também estão em agonia. Em contrapartida, do lado negativo, o exagero ativa o sistema límbico do cérebro, onde despertam-se o medo e raiva. Esses sentimentos liberam os hormônios adrenalina e cortisol, que aumentam a frequência cardíaca, a transpiração e a frequência respiratória. O grito também pode despertar uma sensação de perigo adjacente.

### Como foco da força
Gregory Whitehead, fundador do Institute for Screamscape Studies, acredita que a voz é usada para concentrar o poder: "o grito costumava ser uma arma psicológica tanto para você quanto contra seu oponente, pois aumenta a confiança da pessoa que o usa. Criar poder com o grito é ter que afetar alguém sem tocá-lo". Nesse caso, o grito é uma arma de proteção, como também é frequentemente usado por animais, que gritam como expressão de poder ou durante brigas com outro animal.

### Gritar no prazer
Gritar e berrar também é uma forma de expressar prazer. Estudos com macacos mostraram que, quando as fêmeas gritam durante o sexo, isso ajuda o macho a ejacular. Aproximadamente 86% das vezes em que as macacas gritaram durante um encontro sexual, houve uma taxa de sucesso de 59%, em comparação com os 2% sem o grito da fêmea.
Gayle Brewer, da University of Central Lancashire, e Colin Hendrie, da University of Leeds, realizaram uma pesquisa semelhante com mulheres, mostrando que elas também gritam durante a relação sexual como um incentivo para que o parceiro faça "um trabalho melhor".

### O grito como uma linguagem nascente
Janov acredita que, para os bebês, o grito é a única forma de comunicação que eles podem ter; é a única maneira de um bebê expressar suas necessidades, que precisa de comida, que está com dor ou que simplesmente precisa de amor. Janov escreve que "gritar é uma linguagem - uma linguagem primitiva, mas uma linguagem humana".

### Comunicação e linguagem
Diana König, jornalista e autora de radiodifusão, escreve: "Se o grito dos bebês é seu primeiro método de comunicação, então o grito dos adultos é uma recessão da comunicação. Ao gritar, ao contrário de chamar, a voz fica sobrecarregada e superamplificada, e perde seu controle, seu som fundamental".
Elaine Scarry, escritora e professora de literatura, fala sobre a linguagem em relação à dor e acha que a dor quase destrói a linguagem porque leva as pessoas de volta a um estado em que os sons e os gritos são dominantes, pois eram seus meios de comunicação antes de aprenderem a falar. A dor não pode ser comunicada de fato, pois é uma experiência pessoal e só pode ser vivenciada individualmente. A dor, como qualquer outro conceito, é na verdade uma experiência individual que só pode ser comunicada como uma ideia e também deve ser interpretada como tal. O filósofo alemão Hegel escreve: "O maior alívio quando se tem dor é poder gritá-la [...] por meio dessa expressão, a dor se torna objetiva e isso faz a conexão entre o sujeito, que está sozinho na dor, e o objeto, que não está com dor."
Luc H. Arnal e seus colegas demonstraram que os gritos humanos exploram uma propriedade acústica exclusiva, a aspereza, que ativa seletivamente o cérebro auditivo e a amígdala, uma estrutura cerebral profunda envolvida no processamento do perigo.

## Arte

### Pintura

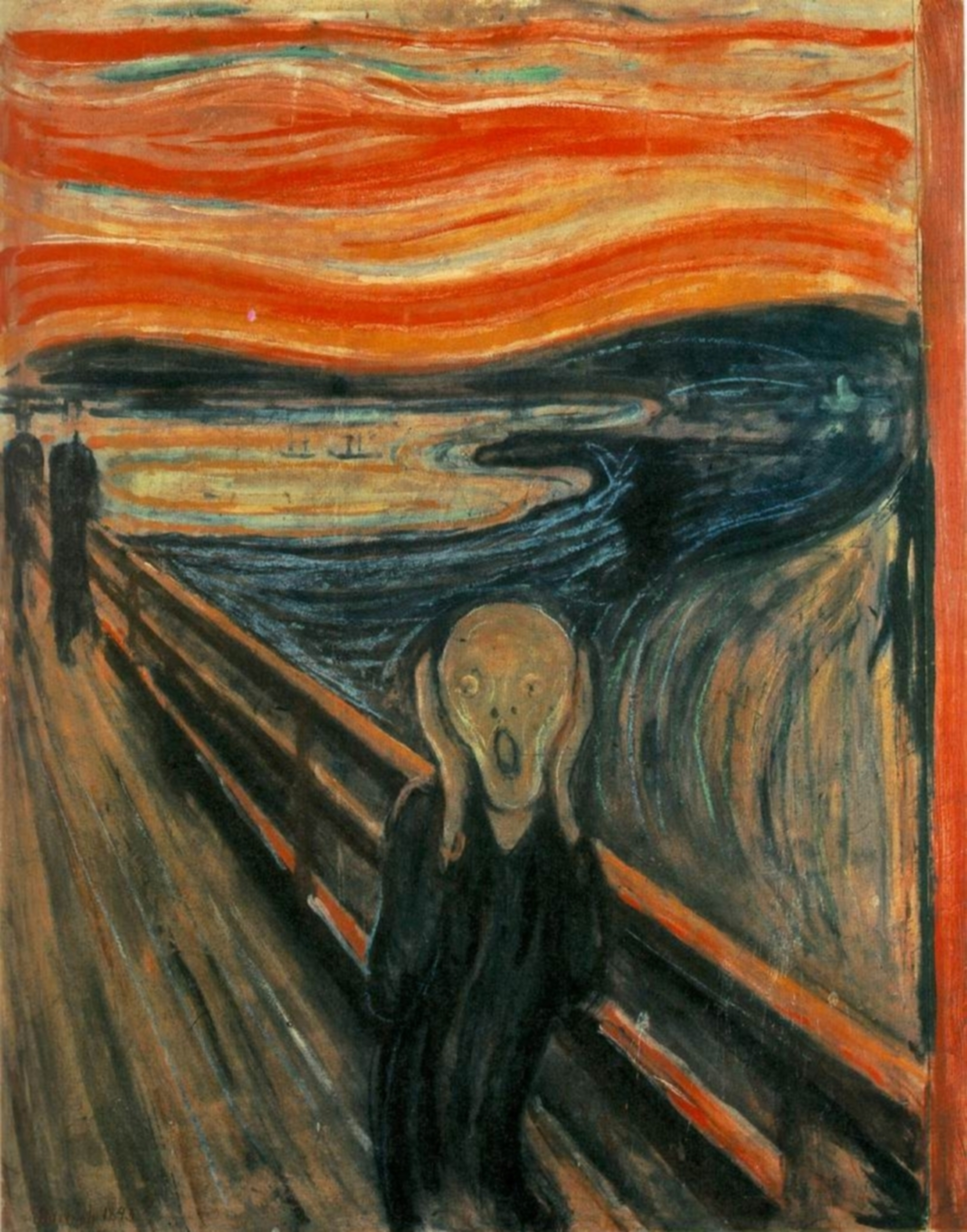
O Grito, de Edvard Munch

A obra O Grito (norueguês: Skrik) é o nome popular dado a cada uma das muitas versões de uma composição, criadas como pinturas, pastéis e litografias pelo artista expressionista Edvard Munch entre 1893 e 1910. Der Schrei der Natur (O grito da natureza) é o título que Munch deu a essas obras, todas mostrando uma figura com expressão agonizante em uma paisagem com um céu laranja tumultuado. Arthur Lubow descreveu a obra como "um ícone da arte moderna, uma Mona Lisa para o nosso tempo".

### Música

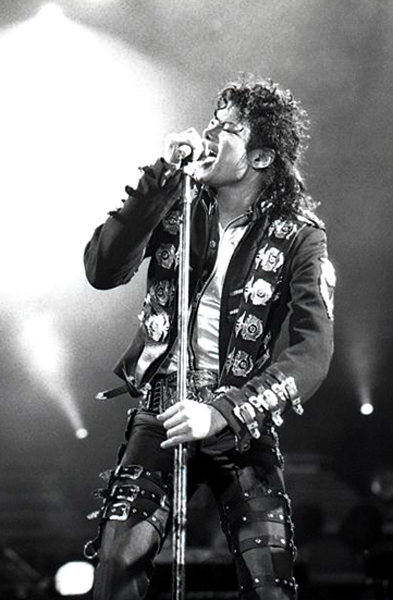
O cantor Michael Jackson, considerado o rei do pop, tinha seus gritos como uma de suas marcas.

Na música, há uma longa tradição de gritos no rock, punk rock, heavy metal, soul music, rock and roll e música emo. Os vocalistas estão desenvolvendo várias técnicas de grito que resultam em diferentes formas de gritar, chamado de screaming (grito). Principalmente no rock e no metal, os cantores estão desenvolvendo sons guturais e rosnados muito exigentes. Em um estudo feito em 2015 pela Universidade de Queensland, na cidade de Brisbane, na Austrália, obtinha um feito de tranquilizar ao invés de aumentar a raiva.
O grito também é usado predominantemente como um elemento estético no "cante jondo", um estilo vocal do flamenco. O nome desse estilo é traduzido como "canto profundo". As origens do flamenco e também de seu nome ainda não estão claras. O flamenco está relacionado à música dos ciganos e diz-se que surgiu na Andaluzia, na Espanha. No cante jondo, que é uma subdivisão do flamenco, considerada mais séria e profunda, o cantor é reduzido ao método mais rudimentar de expressão, que é o choro e o grito. Ricardo Molima, um poeta espanhol, escreveu que "o flamenco é o grito primordial em sua forma primitiva, de um povo afundado na pobreza e na ignorância". Assim, a canção original do flamenco poderia ser descrita como um tipo de autoterapia".

### Arte sonora
Pressure of the unspeakable é um trabalho radiofônico de Gregory Whitehead. Iniciado em 1991, o projeto começou com a fundação dos estudos do Institute of the Screamscape, em que se pedia às pessoas, por meio do rádio e da televisão, que ligassem para uma linha direta e gritassem. Whitehead observa: "Além de enquadrar o sistema nervoso, o circuito telefone-microfone-gravador-rádio também forneceu a chave para a demarcação acústica da pressão no sistema: distorção, interrupção de códigos digitais, puro ruído incontrolável. O grito como uma erupção que excede os circuitos prescritos, capaz de "explodir" as tecnologias de comunicação não projetadas para significados tão extremos e indescritíveis".
Whitehead reuniu lentamente um arquivo de gritos que foi editado e resultou em uma narrativa teórica de rádio. Weiss observa sobre seu trabalho que "a paisagem de gritos está além de qualquer determinação possível de autenticidade".

### Arte Performática

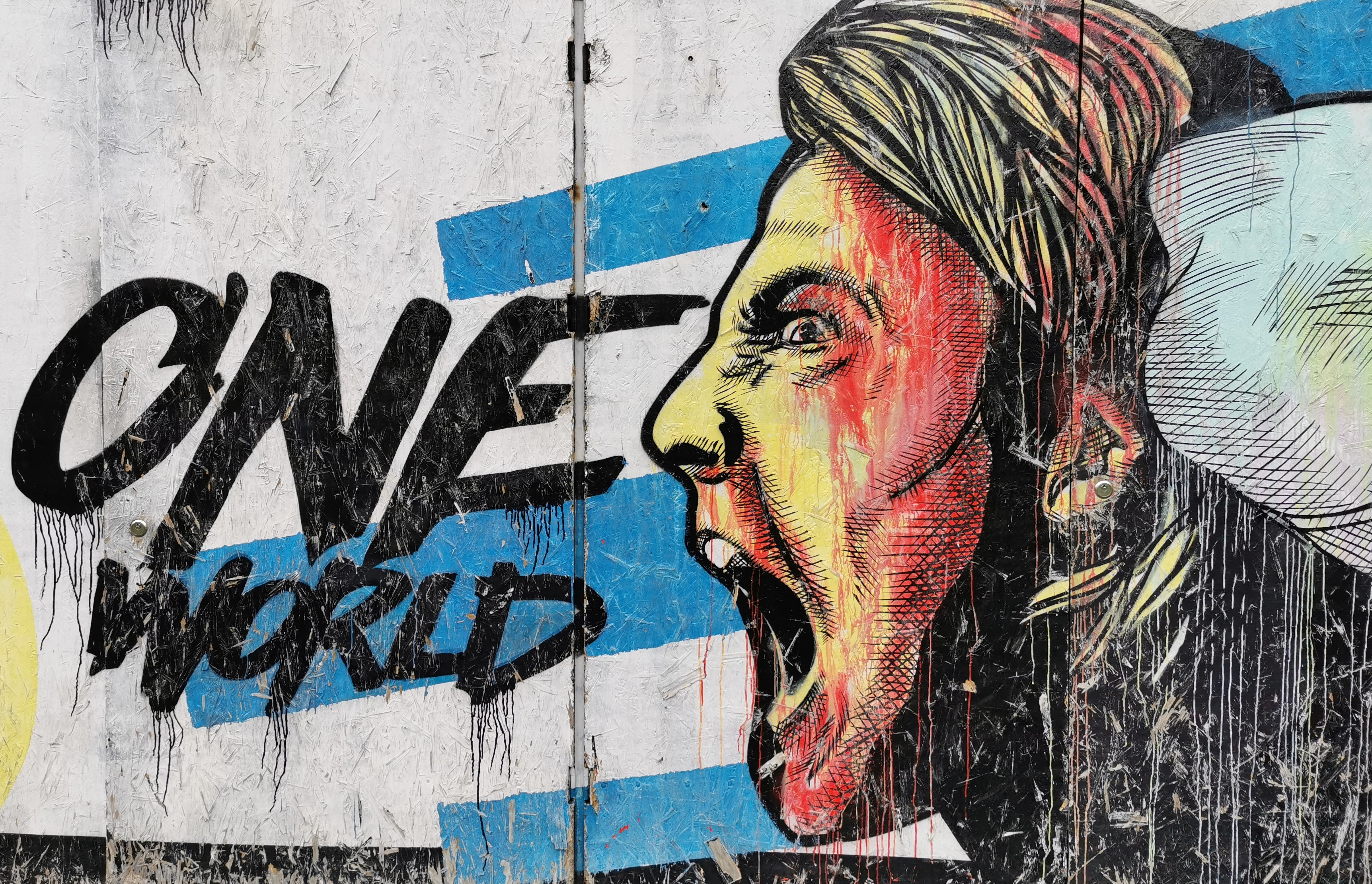
Representação de Screaming for good em um muro

A artista performática sérvia Marina Abramović usou o grito como elemento em diferentes performances, tendo as mais marcantes: Freeing the voice em 1976, em que Abramovic fica com a cabeça de cabeça para baixo e grita até ficar sem voz; junto com seu companheiro Ulay em AAA AAA, em 1978, em que os dois estão de frente um para o outro e gritam cada vez mais alto enquanto se aproximam cada vez mais do rosto um do outro, até que ambos perdem a voz.

## Outros aspectos

### Diálogo

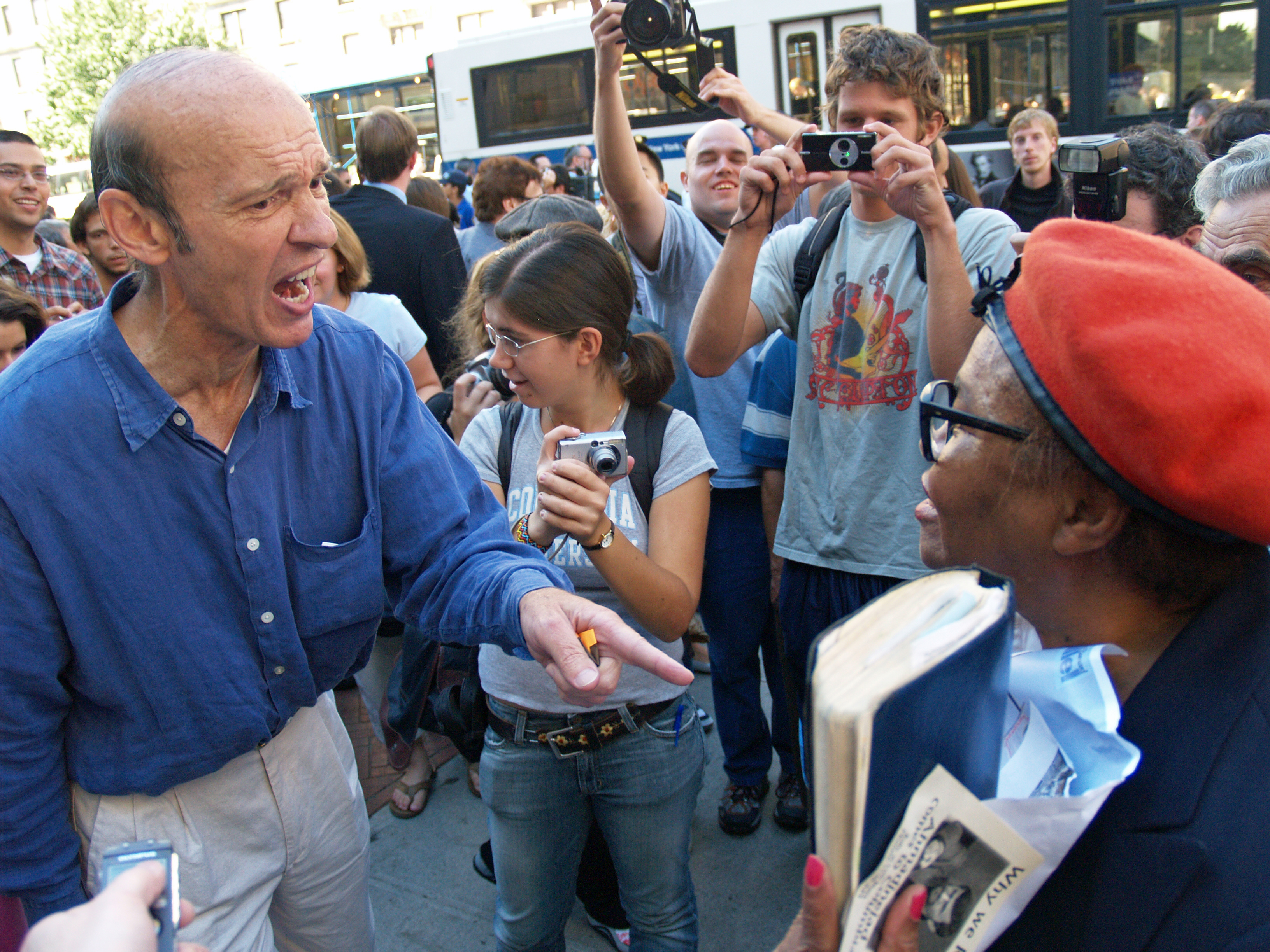
Uma discussão entre duas pessoas durante um protesto em Nova Iorque

Algumas pessoas, quando argumentando, começam a elevar suas vozes a ponto de gritarem uma com a outra com raiva enquanto continuam a troca de ideias. A terminologia inclui "shouting match".

### Natureza
Na natureza, os gritos são frequentemente usados como um método para demonstrar dominância. Os chimpanzés, em particular, são conhecidos por usá-lo como um método para revelar poder e para mostrar que são superiores quando estão lutando. Dependendo da situação, os gritos do animal ecoam a fim de buscar ajuda.

### Artes marciais
Gritar é comumente empregado nas artes marciais como forma de intimidar o oponente, concentrar a energia durante os ataques ou controlar a respiração, o Kiai, que significa exteriorização da energia interior, normal vindo através de um grito.

### Forçada Armada

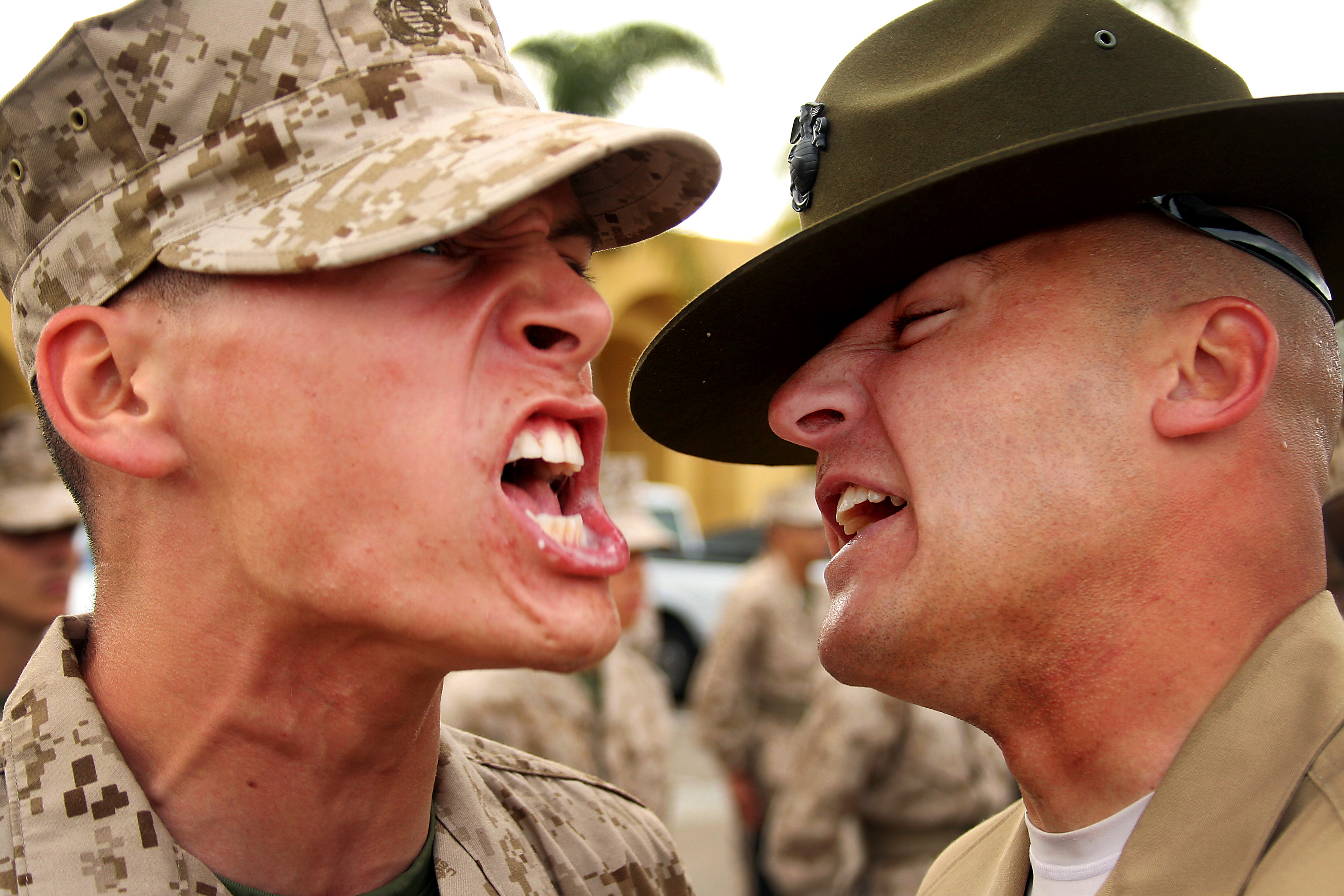
Nesta imagem, um recruta do Corpo de Fuzileiros Navais dos Estados Unidos emite sons em resposta a um instrutor de treinamento

Os instrutores de exercícios frequentemente têm o hábito de gritar com recrutas nas forças armadas, a fim de promover a obediência. Entretanto, essa metodologia tem sido vista como obsoleta.

### Níveis de áudio
Os níveis de volume dos gritos podem ser muito altos, e isso se tornou um problema no tênis, especialmente com relação aos altos grunhidos da tenista russa Maria Sharapova, que foram medidos e chegaram até 101,2 decibéis. O grito mais alto verificado emitido por um ser humano mediu 129 dBA, um recorde estabelecido pela assistente de ensino Jill Drake em 2000.